# Roca de l'Ordiguer
La Roca de l'Ordiguer és una muntanya de 2.346 metres que es troba al municipi de Montellà i Martinet, a la comarca de la Baixa Cerdanya.